# Partido-Frente Popular de Liberación de Turquía
El Partido-Frente Popular de Liberación de Turquía (en turco Türkiye Halk Kurtuluş Partisi-Cephesi o THKP-C) fue una organización comunista turca. Fue fundada en 1970 por Mahir Çayan, Münir Ramazan Aktolga y Yusuf Küpeli. El Partido (THKP) es el brazo político y el Frente (THKC) es el brazo armado.

## Historia
El 17 de mayo de 1971, los guerrilleros del THKC Ulaş Bardakçı, Hüseyin Cevahir, Mahir Çayan, Necmi Demir, Oktay Etiman y Ziya Yılmaz secuestraron al consulado israelí Ephraim Elrom. Las guerrillas del THKC dejaron un anuncio llamado "al Consejo de Ministros de los americanistas" (en turco: Amerikancı Bakanlar Kuruluna) escrito por Ulaş Bardakçı y Hüseyin Cevahir. Después de la Operación Sledgehammer, los guerrilleros del THKC matan a Ephraim Elrom el 22 de mayo de 1971. El cuerpo de Elrom se encontró en Estambul, Nişantaşı, Edificio Hamarat el 23 de mayo de 1971. Después de la matanza del consulado, el actor de origen étnico Zaza Yılmaz Güney oculto a los guerrilleros del THKC.
El 24 de mayo de 1971, los guerrilleros abandonan la casa de Güney. Después de unos pequeños conflictos, Çayan y Cevahir entran en una casa en Estambul, Maltepe. El THKC toma a Sibel Erkan como rehén. La policía y el ejército esperan 51 horas. El 1 de junio, después de esperar, los soldados y la policía atacan a los guerrilleros. El francotirador Cihangir Erdeniz hace 3 disparos contra Hüseyin Cevahir. Después las fuerzas, ingresan a la casa y matan a Cevahir. Çayan fue capturado.
Después del arresto de los guerrilleros del THKP-C, comienzan los juicios. Çayan y Bardakçı iban a hacer ejecutados. Pero el 29 de noviembre de 1971, 2 guerrilleros del THKO y 3 del THKP-C escapan de prisión.
Después de la fuga, Çayan se encuentra con Münir Ramazan Aktolga y Yusuf Küpeli. Después una reunión, Çayan culpó a Aktolga y Küpeli de ser un doctorista. Con la propuesta de Çayan, Aktolga y Küpeli fueron expulsados del THKP y THKC.
Después del escape, Çayan y Bardakçi toman una decisión. Çayan es el líder de las unidades guerrilleras rurales y Bardakçı es el líder de las unidades guerrilleras urbanas. El 19 de febrero de 1971 a las 07:00, Bardakçi muere en Arnavutköy. Con esto, la unidad de guerrilla urbana del THKC cae.
El 26 de marzo de 1972, el Equipo de Guerrilla Rural del Mar Negro del THKC y algunos guerrilleros del THKO, secuestraron a 3 técnicos de radar de la OTAN, 2 canadienses y 1 británico en Ordu/Ünye. Pero el 30 de marzo, los guerrilleros se vieron sitiados en Tokat, Niksar, aldea de Kızıldere. Los soldados intentaron dialogar con la guerrilla, los guerrilleros aceptaron. Pero los soldados abrieron fuego contra la guerrilla. El primer guerrillero muerto fue Mahir Çayan. Después del asesinato de Çayan, los guerrilleros en venganza matan a los técnicos; y el conflicto comienza. 9 guerrilleros murieron después del combate. Saffet Alp (del THKP-C) fue capturado, pero más tarde fue asesinado por los soldados.